# La Riera (Sant Julià de Vilatorta)
La Riera és una obra del municipi de Sant Julià de Vilatorta (Osona) inclosa en l'Inventari del Patrimoni Arquitectònic de Catalunya.

## Descripció
Es tracta d'una masia de planta rectangular (13 x 18), coberta a dues vessants i amb el carener paral·lel a la façana, situada a migdia. Es troba assentada damunt un cingle amb força pendent a la part Est. Consta de planta baixa i dos pisos i a ponent, degut al pendent, hi ha un pis menys (aquest sector està molt deteriorat). La façana presenta un portal dovellat amb un portalet rectangular a la part dreta i un cos de porxos. La part nord és cega i està coberta de vegetació. A llevant hi ha tres grans contraforts i diverses obertures, una de les quals és de forma goticitzant. A migdia hi ha un seguit de murs que tanquen la lliça junt amb algunes construccions destinades a dependències agrícoles. En conjunt és molt rica en treball de pedra i elements buidats a la roca. A l'antiga sala es conserva un portal gòtic.

## Història
Malgrat en estar en estat ruïnós, conserva diversos elements arquitectònics d'interès. Hi ha notícies dels Riera ens fogatges de la parròquia i terme de Santa Maria de Vilalleons de l'any 1553, en els quals hi trobem registrats tres caps de família cognominats Riera, però no se sap del cert quin d'ells habitava el mas: PAU RIERA, SALVEDOR RIERA, ONOFRE RIERA.